# Martin Prokop
Martin Prokop (Jihlava, 4 ottobre 1982) è un pilota di rally ceco.

## Carriera
Dopo un'esperienza di quattro anni nel campionato nazionale ceco di rally ha fatto il proprio debutto nella scena internazionale nel Rally di Monte Carlo del 2005 arrivando a fine stagione al 9º posto nel Mondiale Junior (JWRC).
Nella stagione seguente ha ottenuto la sua prima vittoria nel JWRC nel Rally di Catalogna, giungendo a fine stagione al 10º posto nella classifica relativa.
Nel 2007, al terzo anno nel mondiale Junior, ha vinto il Rally di Germania e il Rally Tour de Corse concludendo la stagione al terzo posto dietro al campione Per-Gunnar Andersson e ad Urmo Aava.

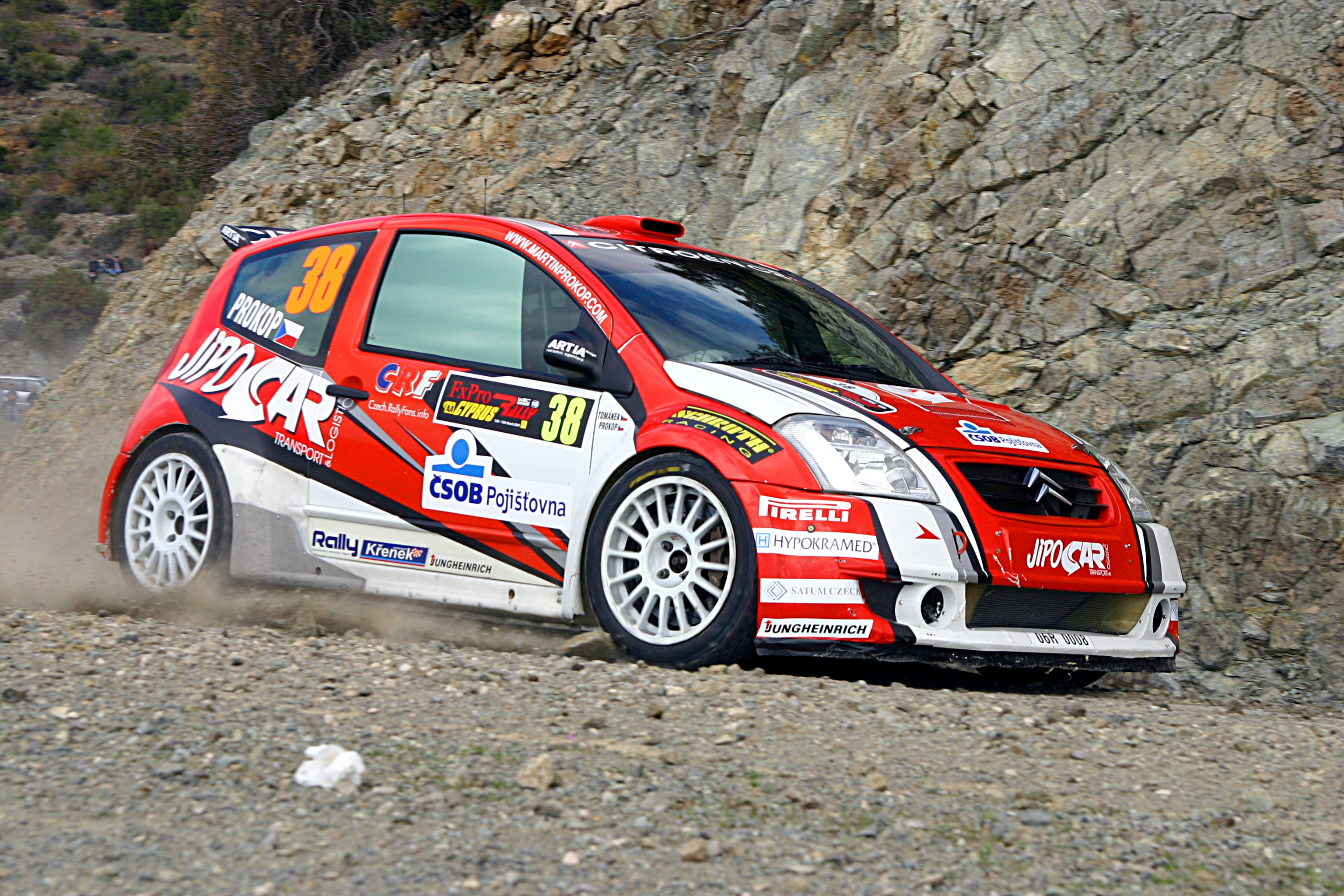
Prokop nel Rally di Cipro 2009

Nel 2008, grazie all'esperienza ottenuta l'anno precedente, ha partecipato oltre al JWRC anche al Campionato di produzione (PWRC) finendo nel mondiale junior 3º mentre in quello di produzione 5º.
Nella stagione 2009 con le vittorie di classe nei Rally di Cipro, Sardegna e Finlandia si è laureato campione JWRC, finendo anche secondo nella categoria produzione con le vittorie in Australia e Gran Bretagna.
Nella stagione 2010 è passato a guidare una Ford Fiesta S2000 nel mondiale Super 2000 diventando il primo pilota a vincere una prova speciale con una S2000 nella 16ª prova del Rally di Svezia e concludendo al terzo posto il campionato SWRC.
Nella stagione 2011 ha concluso nuovamente al terzo posto il campionato SWRC, mentre nel 2012 ha corso in WRC con una Ford Fiesta RS WRC.

## Vittorie nel mondiale rally

### Vittorie nel JWRC
| # | Stagione | Evento             | Co-pilota   | Auto             |
| - | -------- | ------------------ | ----------- | ---------------- |
| 1 | 2006     | Rally di Catalogna | Jan Tománek | Citroën C2 S1600 |
| 2 | 2007     | Rally di Germania  | Jan Tománek | Citroën C2 S1600 |
| 3 | 2007     | Tour de Corse      | Jan Tománek | Citroën C2 S1600 |
| 4 | 2008     | Rally di Finlandia | Jan Tománek | Citroën C2 S1600 |
| 5 | 2008     | Rally di Catalogna | Jan Tománek | Citroën C2 S1600 |
| 6 | 2008     | Tour de Corse      | Jan Tománek | Citroën C2 S1600 |
| 7 | 2009     | Rally di Cipro     | Jan Tománek | Citroën C2 S1600 |
| 8 | 2009     | Rally di Sardegna  | Jan Tománek | Citroën C2 S1600 |
| 9 | 2009     | Rally di Finlandia | Jan Tománek | Citroën C2 S1600 |

### Vittorie nel PWRC
| # | Stagione | Evento                 | Co-pilota   | Auto                    |
| - | -------- | ---------------------- | ----------- | ----------------------- |
| 1 | 2008     | Rally di Catalogna     | Jan Tománek | Mitsubishi Lancer Evo 9 |
| 2 | 2009     | Rally d'Australia      | Jan Tománek | Mitsubishi Lancer Evo 9 |
| 3 | 2009     | Rally di Gran Bretagna | Jan Tománek | Mitsubishi Lancer Evo 9 |

### Vittorie nel SWRC
| # | Stagione | Evento          | Co-pilota   | Auto              | Squadra                  |
| - | -------- | --------------- | ----------- | ----------------- | ------------------------ |
| 1 | 2011     | Rally di Svezia | Jan Tománek | Ford Fiesta S2000 | Czech Ford National Team |

### Vittorie nel WRC-Trophy
| # | Stagione | Evento               | Co-pilota   | Auto               | Squadra                            |
| - | -------- | -------------------- | ----------- | ------------------ | ---------------------------------- |
| 1 | 2017     | Rally del Portogallo | Jan Tománek | Ford Fiesta RS WRC | OneBet Jipocar Czech National Team |

## Risultati

### WRC
| 2005 | Scuderia | Vettura            |    |  |  |  |    |  |  |    |  |    |     |     |  |    |    |  | Punti | Pos. |
| ---- | -------- | ------------------ | -- |  |  |  | -- |  |  | -- |  | -- | --- | --- |  | -- | -- |  | ----- | ---- |
| 2005 |          | Suzuki Ignis S1600 | 21 |  |  |  | 24 |  |  | 27 |  | 36 | Rit | Rit |  | 22 | 22 |  | 0     |      |

| 2006 | Scuderia | Vettura          |    |    |  |    |    |  |    |  |    |    |  |  |    |  |  |    | Punti | Pos. |
| ---- | -------- | ---------------- | -- | -- |  | -- | -- |  | -- |  | -- | -- |  |  | -- |  |  | -- | ----- | ---- |
| 2006 |          | Citroën C2 S1600 | 20 | 45 |  | 17 | 20 |  | 37 |  | 22 | 35 |  |  | 21 |  |  | 25 | 0     |      |

| 2007 | Scuderia | Vettura                                  |    |     |  |  |     |  |    |    |     |    |  |    |    |  |  |    | Punti | Pos. |
| ---- | -------- | ---------------------------------------- | -- | --- |  |  | --- |  | -- | -- | --- | -- |  | -- | -- |  |  | -- | ----- | ---- |
| 2007 |          | Citroën C2 S1600 Mitsubishi Lancer Evo 9 | 18 | Rit |  |  | Rit |  | 16 | 20 | Rit | 11 |  | 17 | 17 |  |  | 20 | 0     |      |

| 2008 | Scuderia | Vettura                                  |  |    |    |    |  |    |    |     |    |     |    |    |    |  |     |  | Punti | Pos. |
| ---- | -------- | ---------------------------------------- |  | -- | -- | -- |  | -- | -- | --- | -- | --- | -- | -- | -- |  | --- |  | ----- | ---- |
| 2008 |          | Mitsubishi Lancer Evo 9 Citroën C2 S1600 |  | 12 | 22 | 14 |  | 30 | 34 | Rit | 20 | Rit | 10 | 16 | 19 |  | Rit |  | 0     |      |

| 2009 | Scuderia | Vettura                                  |    |    |    |    |    |    |    |    |    |    |     |    |  |  |  |  | Punti | Pos. |
| ---- | -------- | ---------------------------------------- | -- | -- | -- | -- | -- | -- | -- | -- | -- | -- | --- | -- |  |  |  |  | ----- | ---- |
| 2009 |          | Citroën C2 S1600 Mitsubishi Lancer Evo 9 | 17 | 15 | 14 | 10 | SQ | 12 | 12 | 12 | 14 | 10 | Rit | 10 |  |  |  |  | 0     |      |

| 2010 | Scuderia                                  | Vettura           |    |   |  |  |    |  |  |    |    |    |    |  |  |  |  |  | Punti | Pos. |
| ---- | ----------------------------------------- | ----------------- | -- | - |  |  | -- |  |  | -- | -- | -- | -- |  |  |  |  |  | ----- | ---- |
| 2010 | Czech Ford National Team Barwa Rally Team | Ford Fiesta S2000 | 14 | 9 |  |  | 11 |  |  | 13 | 11 | 10 | 21 |  |  |  |  |  | 3     | 18º  |

| 2011 | Scuderia                 | Vettura                              |    |  |   |  |    |  |    |    |    |  |    |    |    |  |  |  | Punti | Pos. |
| ---- | ------------------------ | ------------------------------------ | -- |  | - |  | -- |  | -- | -- | -- |  | -- | -- | -- |  |  |  | ----- | ---- |
| 2011 | Czech Ford National Team | Ford Fiesta S2000 Ford Fiesta RS WRC | 12 |  | 7 |  | 10 |  | 15 | 12 | 30 |  | 14 | 13 | 21 |  |  |  | 7     | 19º  |

| 2012 | Scuderia                                    | Vettura            |   |   |  |   |   |   |  |   |     |   |   |   |    |  |  |  | Punti | Pos. |
| ---- | ------------------------------------------- | ------------------ | - | - |  | - | - | - |  | - | --- | - | - | - | -- |  |  |  | ----- | ---- |
| 2012 | Czech Ford National Team Autotek Motorsport | Ford Fiesta RS WRC | 9 | 9 |  | 5 | 4 | 5 |  | 9 | Rit | 9 | 9 | 8 | 13 |  |  |  | 46    | 9º   |

| 2013 | Scuderia                    | Vettura            |   |   |   |   |    |   |   |     |   |  |     |   |   |  |  |  | Punti | Pos. |
| ---- | --------------------------- | ------------------ | - | - | - | - | -- | - | - | --- | - |  | --- | - | - |  |  |  | ----- | ---- |
| 2013 | Jipocar Czech National Team | Ford Fiesta RS WRC | 7 | 7 | 9 | 7 | 10 | 8 | 5 | Rit | 4 |  | Rit | 7 | 6 |  |  |  | 63    | 9º   |

| 2014 | Scuderia                    | Vettura            |     |     |   |   |   |   |    |     |   |  |    |   |   |  |  |  | Punti | Pos. |
| ---- | --------------------------- | ------------------ | --- | --- | - | - | - | - | -- | --- | - |  | -- | - | - |  |  |  | ----- | ---- |
| 2014 | Jipocar Czech National Team | Ford Fiesta RS WRC | Rit | Rit | 5 | 6 | 8 | 6 | 10 | Rit | 7 |  | 10 | 8 | 9 |  |  |  | 44    | 9º   |

| 2015 | Scuderia                    | Vettura            |   |   |   |   |    |     |    |   |     |  |    |   |    |  |  |  | Punti | Pos. |
| ---- | --------------------------- | ------------------ | - | - | - | - | -- | --- | -- | - | --- |  | -- | - | -- |  |  |  | ----- | ---- |
| 2015 | Jipocar Czech National Team | Ford Fiesta RS WRC | 9 | 8 | 6 | 4 | 10 | Rit | 11 | 7 | Rit |  | 12 | 7 | 21 |  |  |  | 39    | 11º  |

| 2016 | Scuderia                    | Vettura            |  |  |   |  |   |   |  |  |  |   |  |     |  |  |  |  | Punti | Pos. |
| ---- | --------------------------- | ------------------ |  |  | - |  | - | - |  |  |  | - |  | --- |  |  |  |  | ----- | ---- |
| 2016 | Jipocar Czech National Team | Ford Fiesta RS WRC |  |  | 7 |  | 8 | 9 |  |  |  | C |  | Rit |  |  |  |  | 12    | 15º  |

| 2023 | Scuderia | Vettura                                  |  |  |    |  |  |    |    |  |  |    |  |  |  |  |  |  | Punti | Pos. |
| ---- | -------- | ---------------------------------------- |  |  | -- |  |  | -- | -- |  |  | -- |  |  |  |  |  |  | ----- | ---- |
| 2023 |          | Škoda Fabia RS Rally2 Ford Fiesta Rally2 |  |  | 11 |  |  | 13 | 10 |  |  | 15 |  |  |  |  |  |  | 1     | 28º  |

| 2024 | Scuderia | Vettura               |  |  |  |  |    |   |    |  |    |    |  |  |  |  |  |  | Punti | Pos. |
| ---- | -------- | --------------------- |  |  |  |  | -- | - | -- |  | -- | -- |  |  |  |  |  |  | ----- | ---- |
| 2024 |          | Škoda Fabia RS Rally2 |  |  |  |  | 14 | 9 | 20 |  | 18 | WD |  |  |  |  |  |  | 1     | 33º  |

| 2025 | Scuderia | Vettura               |  |  |  |  |  |    |    |  |    |  |  |  |  |  |  |  | Punti | Pos. |
| ---- | -------- | --------------------- |  |  |  |  |  | -- | -- |  | -- |  |  |  |  |  |  |  | ----- | ---- |
| 2025 |          | Škoda Fabia RS Rally2 |  |  |  |  |  | 11 | 11 |  | 20 |  |  |  |  |  |  |  | 0     |      |

| Legenda | 1º posto | 2º posto | 3º posto | A punti | Senza punti | Ritirato | Squalificato | NP=Non partito C=Gara cancellata | Apice=Power stage |

### JWRC
| 2005 | Scuderia | Vettura            |   |  |  |  |   |  |  |   |  |   |     |  |  |   |   |  | Punti | Pos. |
| ---- | -------- | ------------------ | - |  |  |  | - |  |  | - |  | - | --- |  |  | - | - |  | ----- | ---- |
| 2005 |          | Suzuki Ignis S1600 | 9 |  |  |  | 7 |  |  | 7 |  | 6 | Rit |  |  | 7 | 5 |  | 13    | 9º   |

| 2006 | Scuderia | Vettura          |  |    |  |   |  |  |    |  |   |   |  |  |   |  |  |  | Punti | Pos. |
| ---- | -------- | ---------------- |  | -- |  | - |  |  | -- |  | - | - |  |  | - |  |  |  | ----- | ---- |
| 2006 |          | Citroën C2 S1600 |  | 11 |  | 1 |  |  | 11 |  | 5 | 8 |  |  | 6 |  |  |  | 18    | 10º  |

| 2007 | Scuderia | Vettura          |  |  |  |  |     |  |   |  |     |   |  |   |   |  |  |  | Punti | Pos. |
| ---- | -------- | ---------------- |  |  |  |  | --- |  | - |  | --- | - |  | - | - |  |  |  | ----- | ---- |
| 2007 |          | Citroën C2 S1600 |  |  |  |  | Rit |  | 3 |  | Rit | 1 |  | 2 | 1 |  |  |  | 34    | 3º   |

| 2008 | Scuderia | Vettura          |  |  |   |  |  |    |  |  |   |     |  |   |   |  |  |  | Punti | Pos. |
| ---- | -------- | ---------------- |  |  | - |  |  | -- |  |  | - | --- |  | - | - |  |  |  | ----- | ---- |
| 2008 |          | Citroën C2 S1600 |  |  | 7 |  |  | 10 |  |  | 1 | Rit |  | 1 | 1 |  |  |  | 32    | 3º   |

| 2009 | Scuderia | Vettura          |   |  |   |  |  |   |  |   |   |  |     |  |  |  |  |  | Punti | Pos. |
| ---- | -------- | ---------------- | - |  | - |  |  | - |  | - | - |  | --- |  |  |  |  |  | ----- | ---- |
| 2009 |          | Citroën C2 S1600 | 2 |  | 1 |  |  | 1 |  | 2 | 1 |  | Rit |  |  |  |  |  | 42    | 1º   |

| Legenda | 1º posto | 2º posto | 3º posto | A punti | Senza punti | Ritirato | Squalificato | NP=Non partito C=Gara cancellata | Apice=Power stage |

### PWRC
| 2007 | Scuderia | Vettura                 |  |     |  |  |  |  |  |  |  |  |  |  |  |  |  |  | Punti | Pos. |
| ---- | -------- | ----------------------- |  | --- |  |  |  |  |  |  |  |  |  |  |  |  |  |  | ----- | ---- |
| 2007 |          | Mitsubishi Lancer Evo 9 |  | Rit |  |  |  |  |  |  |  |  |  |  |  |  |  |  | 0     |      |

| 2008 | Scuderia | Vettura                 |  |   |  |   |  |  |    |    |  |  |  |   |  |  |     |  | Punti | Pos. |
| ---- | -------- | ----------------------- |  | - |  | - |  |  | -- | -- |  |  |  | - |  |  | --- |  | ----- | ---- |
| 2008 |          | Mitsubishi Lancer Evo 9 |  | 4 |  | 7 |  |  | 14 | SQ |  |  |  | 1 |  |  | Rit |  | 17    | 5º   |

| 2009 | Scuderia | Vettura                 |  |   |  |   |    |  |   |  |  |   |  |   |  |  |  |  | Punti | Pos. |
| ---- | -------- | ----------------------- |  | - |  | - | -- |  | - |  |  | - |  | - |  |  |  |  | ----- | ---- |
| 2009 |          | Mitsubishi Lancer Evo 9 |  | 3 |  | 2 | SQ |  | 4 |  |  | 1 |  | 1 |  |  |  |  | 39    | 2º   |

| Legenda | 1º posto | 2º posto | 3º posto | A punti | Senza punti | Ritirato | Squalificato | NP=Non partito C=Gara cancellata | Apice=Power stage |

### SWRC/WRC-2
| 2010 | Scuderia                                  | Vettura           |   |   |  |  |   |  |  |   |   |  |   |   |  |  |  |  | Punti | Pos. |
| ---- | ----------------------------------------- | ----------------- | - | - |  |  | - |  |  | - | - |  | - | - |  |  |  |  | ----- | ---- |
| 2010 | Czech Ford National Team Barwa Rally Team | Ford Fiesta S2000 | 3 | 2 |  |  | 3 |  |  | 4 | 2 |  | 2 | 6 |  |  |  |  | 104   | 3º   |

| 2011 | Scuderia                 | Vettura           |   |  |  |  |   |  |   |   |   |  |   |   |  |  |  |  | Punti | Pos. |
| ---- | ------------------------ | ----------------- | - |  |  |  | - |  | - | - | - |  | - | - |  |  |  |  | ----- | ---- |
| 2011 | Czech Ford National Team | Ford Fiesta S2000 | 1 |  |  |  | 3 |  | 5 | 2 | 6 |  | 3 | 3 |  |  |  |  | 106   | 3º   |

| 2021 | Scuderia         | Vettura            |  |   |  |   |   |     |  |  |   |   |  |  |  |  |  |  | Punti | Pos. |
| ---- | ---------------- | ------------------ |  | - |  | - | - | --- |  |  | - | - |  |  |  |  |  |  | ----- | ---- |
| 2021 | M-Sport Ford WRT | Ford Fiesta Rally2 |  | 6 |  | 7 | 4 | Rit |  |  | 5 | 4 |  |  |  |  |  |  | 51    | 9º   |

| 2022 | Scuderia | Vettura            |  |  |  |   |   |     |  |   |  |   |  |  |  |  |  |  | Punti | Pos. |
| ---- | -------- | ------------------ |  |  |  | - | - | --- |  | - |  | - |  |  |  |  |  |  | ----- | ---- |
| 2022 |          | Ford Fiesta Rally2 |  |  |  | 7 | 9 | Rit |  | 8 |  | 4 |  |  |  |  |  |  | 16    | 25º  |

| 2023 | Scuderia | Vettura                                  |  |  |   |  |  |   |   |  |  |   |  |  |  |  |  |  | Punti | Pos. |
| ---- | -------- | ---------------------------------------- |  |  | - |  |  | - | - |  |  | - |  |  |  |  |  |  | ----- | ---- |
| 2023 |          | Škoda Fabia RS Rally2 Ford Fiesta Rally2 |  |  | 5 |  |  | 9 | 2 |  |  | 8 |  |  |  |  |  |  | 36    | 13º  |

| 2024 | Scuderia | Vettura               |  |  |  |  |   |   |    |  |    |    |  |  |  |  |  |  | Punti | Pos. |
| ---- | -------- | --------------------- |  |  |  |  | - | - | -- |  | -- | -- |  |  |  |  |  |  | ----- | ---- |
| 2024 |          | Škoda Fabia RS Rally2 |  |  |  |  | 7 | 4 | 12 |  | 11 | WD |  |  |  |  |  |  | 18    | 20º  |

| 2025 | Scuderia | Vettura               |  |  |  |  |  |   |   |  |   |  |  |  |  |  |  |  | Punti | Pos. |
| ---- | -------- | --------------------- |  |  |  |  |  | - | - |  | - |  |  |  |  |  |  |  | ----- | ---- |
| 2025 |          | Škoda Fabia RS Rally2 |  |  |  |  |  | 3 | 6 |  | 7 |  |  |  |  |  |  |  | 29    |      |

| Legenda | 1º posto | 2º posto | 3º posto | A punti | Senza punti | Ritirato | Squalificato | NP=Non partito C=Gara cancellata | Apice=Power stage |

### WRC-Trophy
| 2017 | Scuderia                           | Vettura            |  |  |  |  |  |   |   |  |  |  |  |  |  |  |  |  | Punti | Pos. |
| ---- | ---------------------------------- | ------------------ |  |  |  |  |  | - | - |  |  |  |  |  |  |  |  |  | ----- | ---- |
| 2017 | OneBet Jipocar Czech National Team | Ford Fiesta RS WRC |  |  |  |  |  | 1 | 3 |  |  |  |  |  |  |  |  |  | 40    | 4º   |

| Legenda | 1º posto | 2º posto | 3º posto | A punti | Senza punti | Ritirato | Squalificato | NP=Non partito C=Gara cancellata | Apice=Power stage |

### WRC-2 Challenger
| 2023 | Scuderia | Vettura                                  |  |  |   |  |  |   |   |  |  |   |  |  |  |  |  |  | Punti | Pos. |
| ---- | -------- | ---------------------------------------- |  |  | - |  |  | - | - |  |  | - |  |  |  |  |  |  | ----- | ---- |
| 2023 |          | Škoda Fabia RS Rally2 Ford Fiesta Rally2 |  |  | 2 |  |  | 6 | 2 |  |  | 4 |  |  |  |  |  |  | 56    | 7º   |

| 2024 | Scuderia | Vettura               |  |  |  |  |   |   |   |  |   |    |  |  |  |  |  |  | Punti | Pos. |
| ---- | -------- | --------------------- |  |  |  |  | - | - | - |  | - | -- |  |  |  |  |  |  | ----- | ---- |
| 2024 |          | Škoda Fabia RS Rally2 |  |  |  |  | 6 | 3 | 8 |  | 9 | WD |  |  |  |  |  |  | 29    | 15º  |

| 2025 | Scuderia | Vettura               |  |  |  |  |  |   |   |  |   |  |  |  |  |  |  |  | Punti | Pos. |
| ---- | -------- | --------------------- |  |  |  |  |  | - | - |  | - |  |  |  |  |  |  |  | ----- | ---- |
| 2025 |          | Škoda Fabia RS Rally2 |  |  |  |  |  | 3 | 3 |  | 5 |  |  |  |  |  |  |  | 40    |      |

| Legenda | 1º posto | 2º posto | 3º posto | A punti | Senza punti | Ritirato | Squalificato | NP=Non partito C=Gara cancellata | Apice=Power stage |

### Intercontinental Rally Challenge
| Anno | Team                     | Auto              | 1   | 2      | 3   | 4   | 5   | 6   | 7   | 8     | 9   | 10  | 11  | 12    | Pos. | Punti |
| ---- | ------------------------ | ----------------- | --- | ------ | --- | --- | --- | --- | --- | ----- | --- | --- | --- | ----- | ---- | ----- |
| 2006 | Martin Prokop            | Citroën C2 S1600  | RSA | BEL 11 | POR | ITA |     |     |     |       |     |     |     |       | -    | 0     |
| 2009 | BF Goodrich Drivers Team | Peugeot 207 S2000 | MON | BRA    | KEN | POR | BEL | RUS | POR | CZE 5 | ESP | ITA | SCO |       | 27   | 4     |
| 2010 | Czech Ford Rally Team    | Ford Fiesta S2000 | MON | BRA    | ARG | CAN | ITA | BEL | AZO | MAD   | CZE | ITA | SCO | CYP 3 | 13   | 6     |

### Rally Dakar
| Anno | Classe | Scuderia           | Vettura                      | Pos. | TV |
| ---- | ------ | ------------------ | ---------------------------- | ---- | -- |
| 2016 | Auto   | Overdrive Toyota   | Toyota Hilux                 | 14º  | 0  |
| 2017 | Auto   | MP-Sports          | Ford F-150 EVO               | 11º  | 0  |
| 2018 | Auto   | MP-Sports          | Ford F-150 EVO               | 7º   | 0  |
| 2019 | Auto   | MP-Sports          | Ford Raptor RS Cross Country | 6º   | 0  |
| 2020 | Auto   | MP-Sports          | Ford Raptor RS Cross Country | 12º  | 0  |
| 2021 | Auto   | Orlen Benzina Team | Ford Raptor RS Cross Country | 9º   | 0  |
| 2022 | Auto   | Benzina Orlen Team | Ford Raptor RS Cross Country | 25º  | 0  |
| 2023 | Auto   | Orlen Benzina Team | Ford Raptor RS Cross Country | 6º   | 0  |
| 2024 | Auto   | Orlen Jipocar Team | Ford Raptor RS Cross Country | 5º   | 0  |
| 2025 | Auto   | Orlen Jipocar Team | Ford Raptor RS Cross Country | 11º  | 0  |

### W2RC
| Anno | Scuderia           | Vettura                      | 1       | 2       | 3      | 4   | 5     | Pos. | Punti |
| ---- | ------------------ | ---------------------------- | ------- | ------- | ------ | --- | ----- | ---- | ----- |
| 2023 | Benzina Orlen Team | Ford Raptor RS Cross Country | DAK 31  | ABU 28  | SON    | DES | MAR 4 | 6°   | 81    |
| 2024 | Orlen Jipocar Team | Ford Raptor RS Cross Country | DAK 41  | ABU 179 | ULT    | DES | MAR 5 | 10°  | 51    |
| 2025 | Orlen Jipocar Team | Ford Raptor RS Cross Country | DAK 104 | ABU 14  | SUD 10 | ULT | MAR   |      | 25    |